# 馬來王豬籠草
马来王猪笼草，又名王侯豬籠草、拉賈豬籠草及豬王豬籠草，是婆罗洲马来西亚沙巴坦布幼昆山附近及基纳巴卢山特有的热带食虫植物。:123马来王猪笼草仅生长于蛇纹石土壤基质中，特别是有地下水渗出、土壤松散且长期湿润的地区。其海拔分布范围为1500米至2650米，因此马来王猪笼草被认为是高山或亚高山植物。由于其分布局限，马来王猪笼草已被世界自然保护联盟评估为濒危物种，列于《瀕危野生動植物種國際貿易公約》附录一中。
1858年，休·洛首次在京那巴鲁山采集到了马来王猪笼草的标本。次年，约瑟夫·道尔顿·胡克对其进行了描述，并以砂拉越第一任白人拉惹詹姆士·布魯克的称号命名了马来王猪笼草。胡克称其为“所有在此发现的植物中最引人注目的一个”。自其1881年被引种后，马来王猪笼草便成为了最受欢迎的食虫植物物种。但由于其数量稀少，价格昂贵且种植要求苛刻，在很长一段时间内都少有私人植物收藏家种植。然而，在组织培养技术出现后，其价格大幅度下降，已成为种植相对广泛的猪笼草物种。
马来王猪笼草以巨大的瓮形捕虫笼而著名。其捕虫笼可高达41公分，宽至20公分。容积可达3.5升，其中的消化液可达2.5升，为猪笼草属中捕虫笼容积最大的物种。马来王猪笼草另一个形态上的特征为叶片与笼蔓的盾形衔接方式，其笼蔓并不由叶尖伸出，而是从距离叶尖2至5厘米处的叶片下表面伸出。该特征仅出现于少数猪笼草属物种上。:120-122
马来王猪笼草的捕虫笼偶尔可捕获脊椎动物甚至小型哺乳动物，曾在其捕虫笼中发现过淹死的老鼠。马来王猪笼草与莱佛士猪笼草是仅有的两种有捕获哺乳动物野外记录的猪笼草属物种。马来王猪笼草偶尔能捕获青蛙、蜥蜴甚至鸟类等小型脊椎动物，但这些个案涉及的动物可能患病，所以并不具有普遍性。:33昆虫，特别是蚂蚁，是其上位笼及下位笼的主要猎物。:7
虽然马来王猪笼草以捕食和消化动物而著名，但其捕虫笼中仍生活着大量其他生物体。这些生物体被认为与马来王猪笼草之间存在着互利共生的关系。其中许多动物专门生活在其捕虫笼中，离开即无法生存。这些动物被称之为依猪笼草底内动物。有两种蚊类即得名于马来王猪笼草：王侯库蚊和王侯巨蚊。
马来王猪笼草在野外易于杂交。在基纳巴卢山已发现了马来王猪笼草与其他猪笼草属物种的自然杂交种。:120但由于马来王猪笼草生长缓慢，所以很少用作为人工杂交的亲本。

## 植物学史

### 早期历史
由于马来王猪笼草巨大的尺寸、不同寻常的形态特征及引人注目的颜色，其自发现以来就是广受欢迎的食虫植物。但这也仅仅是在食虫植物爱好者之间，在食虫植物领域以外，其仍是一个鲜为人知的物种。由于马来王猪笼草的种植条件苛刻，所以马来王猪笼草并不适合作为室内植物。因此，全球仅少量业余及专业种植者在培育马来王猪笼草。即使如此，马来王猪笼草仍是猪笼草属中最有名的物种，其历史可追溯至19世纪后半叶。
1858年，休·洛在基纳巴卢山采集到了第一份马来王猪笼草的标本。次年，约瑟夫·道尔顿·胡克对其进行了描述，并以沙捞越第一任白人拉惹詹姆士·布魯克的称号命名了马来王猪笼草。该描述发表于《伦敦林奈学会会刊》中：
马来王猪笼草（灌木，4英尺）。叶片最长2英尺，长圆形至披针形，中部最厚，捕虫笼（包括笼盖高1至2英尺）瓮状，开口。叶尖盾形。存在非常宽大密集的环状薄片。捕虫笼内含水。－（表72）
标本－婆罗洲、北部海岸、基纳巴卢山，海拔5000英尺（Low）。该物种是迄今为止发现的最引人注目的植物之一，能与阿諾爾特大花草并驾齐驱。因此在其原生地的植物学家中，他们以我朋友布鲁克王侯的头衔命名它……我只有两份叶片和捕虫笼的标本，其都很相似，但一个为另一个的2倍大。其中，最大的叶片不含叶柄长达18英寸，叶柄厚如拇指，叶宽7至8英寸，革质，无毛，叶脉不明显。捕虫笼的柄发自叶尖下方，长20英寸，直径如手指。瓮形的捕虫笼宽约6英寸，长约12英寸：其前部具两个毛缘的翼，表面覆盖着密集的锈色长毛，内表面覆满腺体，宽大的环面外翻，直径为1至1.5英寸。笼盖具短柄，长10英寸，宽8英寸。
花序不成比例，雄性总状花序长30英寸，其中20英寸含花朵。花序上部及花朵披被着锈色的短柔毛。花梗细长，单一或二裂。果序总状，粗壮。花梗长1.5英寸，常二裂。果荚长四分之三英寸，宽三分之一英寸，膨胀，披被着密集的锈色绒毛。

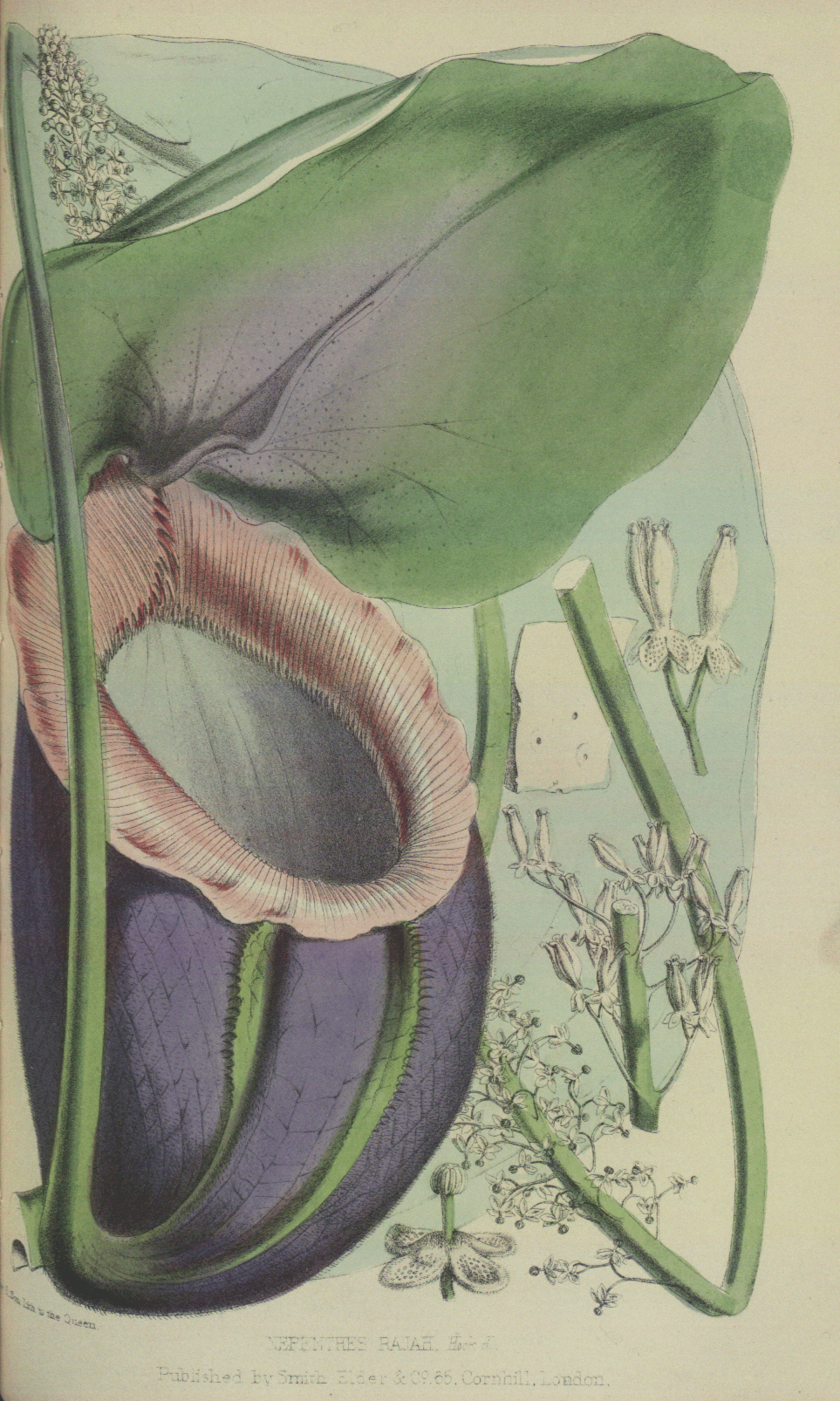
1862年出版的《远东森林的生活》中已知最早的马来王猪笼草插图之一

斯宾塞·圣约翰在其1862年出版的专著《远东森林的生活》中，对基纳巴卢山的马来王猪笼草进行了以下描述：:324-334
经过800英尺的攀爬，我们来到位于马劳伊·帕劳伊高原的目的地，其地面覆满了我们所要寻找壮丽的猪笼草。其被称为马来王猪笼草，长约4英尺，四周伸出宽大的叶片，周围的地面上存在巨大的捕虫笼。其形状和大小都非常惹眼。我对其进行了测量：背部长度接近14英寸；柱形体长5英寸；笼盖长1英寸，宽5英寸，椭圆形。其笼口处环绕着一圈褶皱结构，靠近柱形体处宽2英寸，最窄处缩窄四分之三英尺。笼口的褶皱结构高低起伏呈宽波浪状。近茎的捕虫笼深4英寸，使其笼口呈三角形。成熟捕虫笼的颜色为深紫色，此外其基部的颜色较深，边缘较浅；内表面的颜色与外表面相同，但具一种釉质的光泽。笼盖中心为紫红色，边缘为绿色。雌性花序通常比雄性花序短1英寸。这的确是大自然的惊人杰作之一。
……与我以前观察到的一样，其捕虫笼位于四周的地面上，幼年植株的捕虫笼与成年植株的一样。当男人在做饭时，我们坐在帐篷前享受我们的巧克力，并观察我们的一位用马来王猪笼草标本装水的随从。我们请他让我们看看，并发现其整整装了4品脱的水。其周长为19英寸。我们之后看到的明显更大。休·洛先生在寻找花序的时，恰巧在一个捕虫笼中发现了一只淹死的老鼠。

1878年，弗雷德里克·威廉·伯比奇在对婆罗洲的第二次考察中，首次为維奇苗圃采集了马来王猪笼草。:201881年，马来王猪笼草被引入欧洲栽培。随即在维多利亚时代园艺中成为了一个非常抢手的物种。1881年的一期《园丁纪事》中提及了维奇苗圃的植物：“马来王猪笼草现在仅是一位年轻的王侯，它将在我们最近的专栏中进行说明……”。一年后，马来王猪笼草的幼株首次出现于英国皇家园艺学会的年度展览中。:22其为引种至欧洲的第一棵植株，因此维奇苗圃获得了这次展览的一等奖。:211889年的维奇产品目录中，每棵马来王猪笼草要价2.2英镑。:18期间，人们对猪笼草的兴趣达到了顶峰。《花园》报道，成千上万的猪笼草被繁育出来以满足欧洲的需求。
但在19世纪末，人们对猪笼草的兴趣日益平淡使得维奇苗圃倒闭，并因此丧失了一些原种和杂交种，其中包括马来王猪笼草和诺斯猪笼草。1905年，维奇苗圃失去最后一株马来王猪笼草。:22随后，位于爱尔兰国家植物园栽培的最后一株马来王猪笼草也很快消亡了。:22

### 近代流行
20世纪末，仓田重夫的工作使猪笼草研究在全球内得以复兴。他于1976年出版了《基纳巴卢山的猪笼草》一书，展示了当时最佳的彩色猪笼草照片，让许多人重新开始关注这种不同寻常的植物。
毫无疑问，马来王猪笼草是马来西亚，特别是其原生地沙巴较为著名的植物。该物种常被用于促进沙巴，特别是基纳巴卢山国家公园的旅游业。其常出现于当地的明信片上。马来王猪笼草也已作为封面出现于许多猪笼草属著作上，包括于亚庇出版的《基纳巴卢山的猪笼草》和《婆罗洲的猪笼草属植物》。1996年4月6日，马来西亚发行了一系列四型张邮票，其上描绘着一些较著名的猪笼草。两张30令吉的邮票分别描绘着麦克法兰猪笼草和血红猪笼草，另两张50令吉的邮票分别描绘着劳氏猪笼草和马来王猪笼草。此外，马来王猪笼草还出现于由戴维·阿滕伯勒讲解的自然历史纪录片《植物王国3D》的第一集中。

### 学名由来
1859年，约瑟夫·道尔顿·胡克描述了马来王猪笼草，并以沙捞越第一任白人拉惹詹姆士·布魯克的称号命名了马来王猪笼草。长期以来，王侯豬籠草的学名为“Nepenthes Rajah”，其由专业名词派生而来。但这并不准确，实际上应为“布鲁克马来王猪笼草”，可是该名称却很少使用。:129此外，马来王猪笼草有时也被称为“巨型马来西亚猪笼草”或“巨型猪笼草”，而二名法学名仍最为常用。其种加词“rajah”来源于马来语，意为“王”，再加上其捕虫笼无可比拟的巨大尺寸，其通常被解释为“猪笼草之王”。:94

## 形态特征

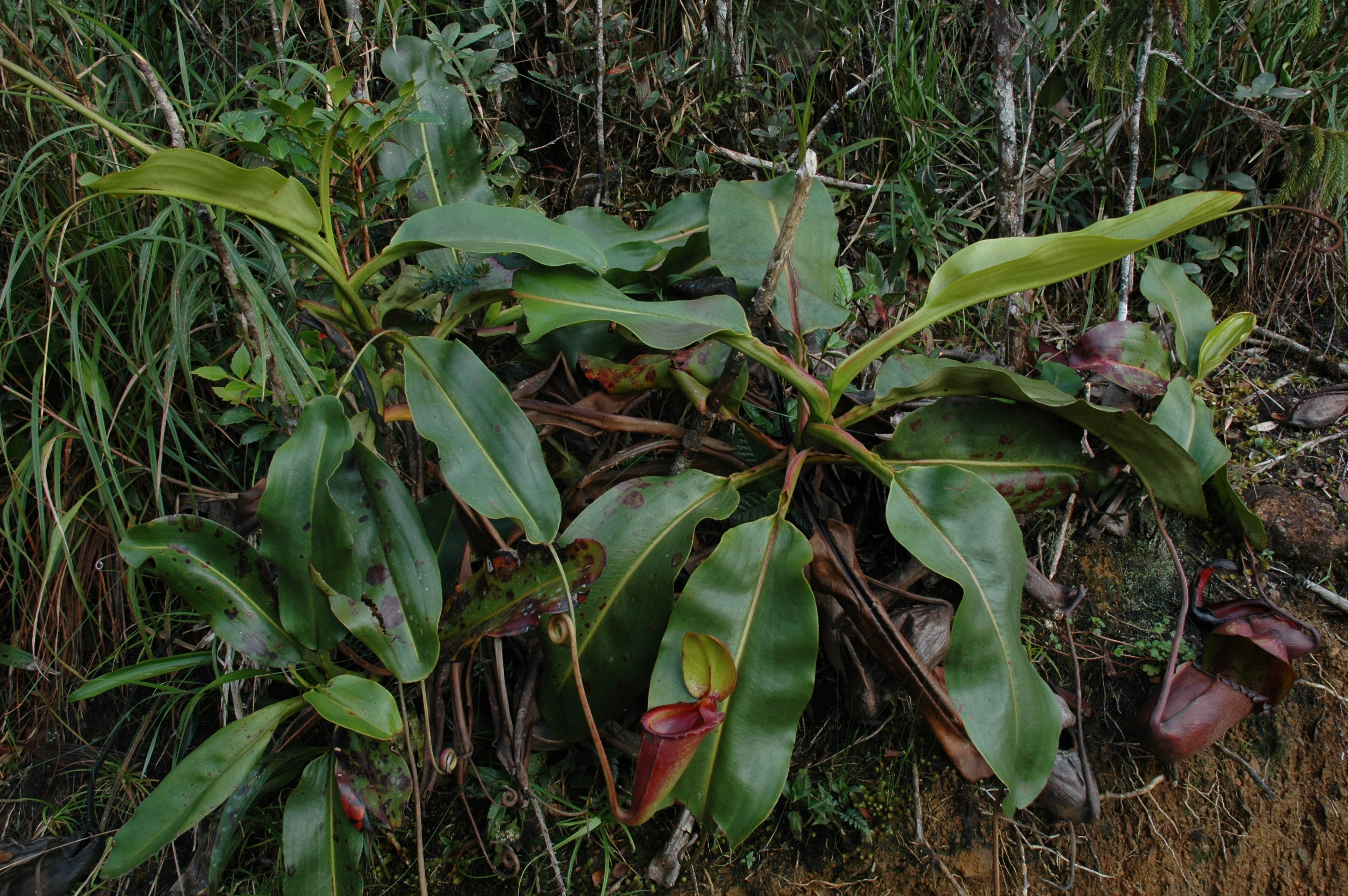
具下位笼和上位笼的马来王猪笼草成年植株

马来王猪笼草像其他猪笼草一样为藤本植物。马来王猪笼草不会产生分枝，但年长的植株可在其基部生出侧枝。这种现象常见于组织培养得到的植株，其幼年期即可产生大量侧枝。

### 茎
茎常沿地面匍匐生长:120-122，也会在有支持物的情况下攀爬生长。茎直径15至30毫米，可长达6米，一般很少超过3米。节间距可长达20厘米，呈圆柱形，为黄色至绿色。:120-122

### 叶
茎每隔一段距离即长出一片叶。叶片与茎的连接处为鞘状叶柄。每片叶片的末端都具一根细长的笼蔓。笼蔓尖端为一个可以发育成捕虫笼的芽。捕虫笼为一种变态叶，由叶特化而来。而叶样的绿色结构实为叶柄。
马来王猪笼草的叶片巨大，革质，边缘呈波浪状，为黄色至绿色，长圆形至披针形，可长25至80厘米，宽10至15厘米。叶尖为典型的盾形，笼蔓从距离叶尖2至5厘米初的叶片下表面伸出。:120-122除了圆盾猪笼草外，马来王猪笼草该特征明显于其他任何猪笼草属物种。叶基为圆形，叶柄处突然收缩。叶柄呈槽状，具翼，可长达15厘米，厚达1厘米，基部扩张，包住茎部周长的四分之三。中脉两侧各有3至4条纵脉，极少数可达5条，其发自中脉基部，于叶片外二分之一平行延伸。羽状脉斜发至叶缘，在叶片的外部呈不规则的网状。笼蔓约与叶片等长，可长达50厘米，靠近叶片处直径为5至6毫米；靠近捕虫笼处直径为10至25毫米，并形成一个弯曲，其为黄色至红色，靠近捕虫笼处颜色较深。:120-122

### 捕虫笼

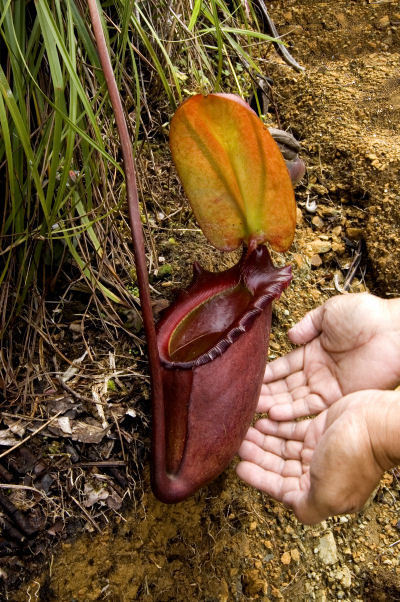
典型的马来王猪笼草的下位笼

所有猪笼草的捕虫笼都有几个共同的特点，捕虫笼由笼身和防止雨水进入的笼盖组成。笼口处硬化的环状组织称为唇。马来王猪笼草与其他猪笼草物种一样也具有两种不同形态的捕虫笼。下位笼的腹面具一对流苏状的笼翼，据推测其为了方便地面的昆虫爬到笼口处。因此，对于多捕食飞虫的上位笼，其笼翼通常大大缩小或完全缺失。
马来王猪笼草的下位笼呈瓮形至短椭圆球形，高20至41厘米，宽11至20厘米。外表面通常呈红色至紫色，内表面呈灰绿色至紫色。腹面具一对笼翼，靠近笼口处较发达，更宽且翼须更多，笼口附近其宽6至25毫米，翼须可长达7毫米，间距2至4毫米。:120-122下位笼的笼蔓一般位于捕虫笼的前方，即面向唇和笼翼侧。
已记录到的下位笼最高可达41厘米，容积可达3.5升，可装下2.5升消化液，但平时观察到的下位笼的容积一般不会超过200毫升。:72011年3月26日，在沙巴协会组织的一次对马西劳的考察中，安西娅·飞利浦与安东尼·兰姆的儿子艾力克斯·兰博于马西劳线的陡峭便道附近发现了该高达41厘米的捕虫笼。该捕虫笼现保存于马西劳总部。此外，在同一天也发现了另一个高达40厘米的捕虫笼。此前发现的马来王猪笼草最大捕虫笼高为38厘米。
马来王猪笼草的下位笼可能是猪笼草属中体积最大的，可与之相提并论的只有美林猪笼草，宝特瓶猪笼草和巨型莱佛士猪笼草。其下位笼位于地面，往往依靠于周围支持物直立。外表面通常呈红色至紫色，内表面呈灰绿色至紫色。这与植株其他黄绿色的部分形成了强烈的对比。马来王猪笼草下位笼的极具特征，能很容易的与其他产于婆罗洲的猪笼草相区别。:26下位笼的内表面覆满腺体，密度为每平方厘米300至800个，底部消化区的腺体为非覆盖型，上部蜡质区的腺体为覆盖型。:120-122下位笼的笼口为水平至倾斜，基部拉长为长2.5至4厘米的唇颈。:120-122下位笼唇的边缘波浪状且大大扩展。其前部宽10至15毫米，基部宽20至50毫米，唇颈处宽10至20毫米。唇上具一系列的平行凸起，称为唇肋，间距0.5至1毫米。其自唇的外缘延伸至内缘，末端形成一个短而锋利的齿状结构，称为唇齿。唇齿明显，长为宽的2至4倍。:120-122唇内缘部分约占截面表面总长度的80%。
马来王猪笼草的笼盖是猪笼草属中最大的。其呈卵形至长圆形，末端为圆形，基部为心形，长15至25厘米，宽11至20厘米。中线处具一根明显的盖龙骨，高5至10毫米，宽3至8毫米。无附属物。笼盖下表面覆盖着许多凸起的蜜腺，盖龙骨处的蜜腺大，其余的蜜腺较小。笼盖存在2条明显的侧脉。笼盖基部后方的笼蔓尾分叉，长约20毫米，基部直径约2毫米。:120-122
马来王猪笼草的上位笼为漏斗形。其体型较小，颜色较浅，通常为黄色。笼翼缩小为一对隆起。:120-122笼蔓一般位于捕虫笼的后方。由于马来王猪笼草的茎很少能在衰老死亡前长出上位笼，所以马来王猪笼草的上位很少见。
马来王猪笼草的上位笼和下位笼之间存在着显著的差异，是为了吸引和捕食不同类型的昆虫。若部分捕虫笼既不属于上位笼也不属于下位笼，则称之为中位笼。

### 花序
马来王猪笼草没有固定的花期，一年中任何时间都可能开花。花序由茎的顶端抽出，为由许多小花组成的总状花序。马来王猪笼草的花序长约80厘米，偶尔可达120厘米。:120-122马来王猪笼草与其他猪笼草一样为雌雄异株，也就是说只能在不同植株间才能授粉产生下一代。
雄性花序的总花梗长20至40厘米，基部直径约为10毫米，顶部约为7毫米，圆柱形，黄绿色至橙色。花序轴长30至80厘米，锥形，渐尖。基部的花梗长20至25毫米，具2朵花，顶部的花梗逐渐缩短，带一朵花，所有的花梗都无苞片。花为棕黄色，具强烈的糖味。雄蕊柄长3至4毫米，花药1至1.5轮。萼片呈椭圆形至长圆形，可长达8毫米，钝尖。雌性花序通常与雄性花序类似，但花被片更窄。:120-122
果荚具短柄，长10至20毫米，较厚，两端渐尖，为橙色至褐色，裂爿宽2.5至4毫米。种子呈丝状，长3至8毫米。:120-122
一项对来自同一标本（采集于海拔1930至2320米处）的花粉大小研究显示，其300粒花粉的平均直径为34.7微米（标准误为0.3，变异系数为7.0%）。

### 毛被
马来王猪笼草幼年植株的所有部分都覆盖着白色或棕色的长毛，成年植株几乎无毛。发育中的茎散布棕色长毛，成熟后无毛。发育中的捕虫笼密布棕色长毛，成熟后毛被稀疏或无毛。发育中的花序密布棕色长毛，成熟后其基部花梗的毛被稀疏，顶部是花梗、花被及雌蕊具密集毛被。果荚毛被稀疏或无毛。:120-122

### 其他
马来王猪笼草的根系量大，但浅于大部分猪笼草物种。
马来王猪笼草的干燥标本为不同色调的暗褐色。:120-122
马来王猪笼草自然种群内的可变性小，因此，尚未有任何关于其变型或变种的描述。此外，马来王猪笼草没有真正的同物异名。:120-122

## 食虫性
马来王猪笼草是一种陷阱型食虫植物。其因可以捕获脊椎动物甚至小型哺乳动物为闻名。在马来王猪笼草的捕虫笼中曾至少两次发现过淹死的老鼠。1862年，斯宾塞·圣约翰在陪同休·洛考察基纳巴卢山的两处山坡时，首次发现在马来王猪笼草的捕虫笼中发现了淹死的老鼠。1988年，安西娅·飞利浦和安东尼·兰姆也在马来王猪笼草的巨大捕虫笼中发现了淹死的老鼠，证实了休·洛记录的真实性。2011年，一篇报道称在马来王猪笼草的捕虫笼中发现了淹死的山地树鼩。
马来王猪笼草也偶尔捕食其他小型脊椎动物，如青蛙、蜥蜴、鸟类，老鼠等。但不能排除这是些患病的、寻找庇护所或水的动物，所以不能肯定这是种普遍现象。:33昆虫，特别是蚂蚁，是其上位笼及下位笼的主要猎物。:7其他节肢动物，如蜈蚣，也会出现在马来王猪笼草的捕虫笼中。
莱佛士猪笼草是另一种有可靠记载表明其有能力在野外捕食哺乳动物的猪笼草。曾在文莱的莱佛士猪笼草捕虫笼中发现了青蛙、壁虎和石龙子等动物的尸体。:33也有报告称曾发现过老鼠。2006年9月29日，在法国里昂植物园拍摄到了一张捕虫笼中含有一只腐烂老鼠尸体的人工栽培的宝特瓶猪笼草照片。

### 互利共生
马来王猪笼草已和山地树鼩进化出了一种互利共生关系。笼盖下表面散发出糖蜜的味道会引诱山地树鼩前来。因山地树鼩以排粪的方式标记地盘，而从笼盖到笼口另一端的距离恰好等于山地树鼩的身长，使得树鼩在取食糖蜜时排出的排泄物恰好可以落入捕虫笼中。即马来王猪笼草用蜜液换取山地树鼩的粪便，以从其中获取所需的绝大部分氮素。劳氏猪笼草、大叶猪笼草及马来王猪笼草捕虫笼的笼盖下表面反射的光线为山地树鼩最敏感的蓝绿波段。在这三个物种中，马来王猪笼草为最为符合的绿波段。
据2011年报道，马来王猪笼草与巴鲁大家鼠之间也存在着类似的互惠互利关系。山地树鼩在白天栖息于捕虫笼，而巴鲁大家鼠在夜晚栖息于捕虫笼；这可能属于生态位分化。

## 生物关系

王侯库蚊（左）和王侯巨蚊（右）

### 捕虫笼底内动物
虽然猪笼草是以捕获和消化动物而闻名，但在其捕虫笼中还生存着大量的其他生物。其包括苍蝇、孑孓、蜘蛛、螨虫、蚂蚁甚至一种特别的蟹类，马来吸血鬼蟹。捕虫笼中最常见且明显的是蚊子幼虫，在其发育过程中以其他动物的幼虫为食。很多动物只能生存在捕虫笼中，离开捕虫笼就无法生存，所以它们也被称为依猪笼草底内动物。
这些不同生物间的复杂关系尚未完全清楚。以至于这些猪笼草生物是否从猪笼草中获取食物，或者是否存在一个互利共生关系仍有待研究，仍存在着很大的争议。查尔斯·克拉克认为互利共生是一种“可能的情况”，即是“猪笼草提供了场所、保护或食物；作为回报，这些动物帮助猪笼草捕获动物、提高消化率或抑制细菌繁殖”。:42-43

### 种加词

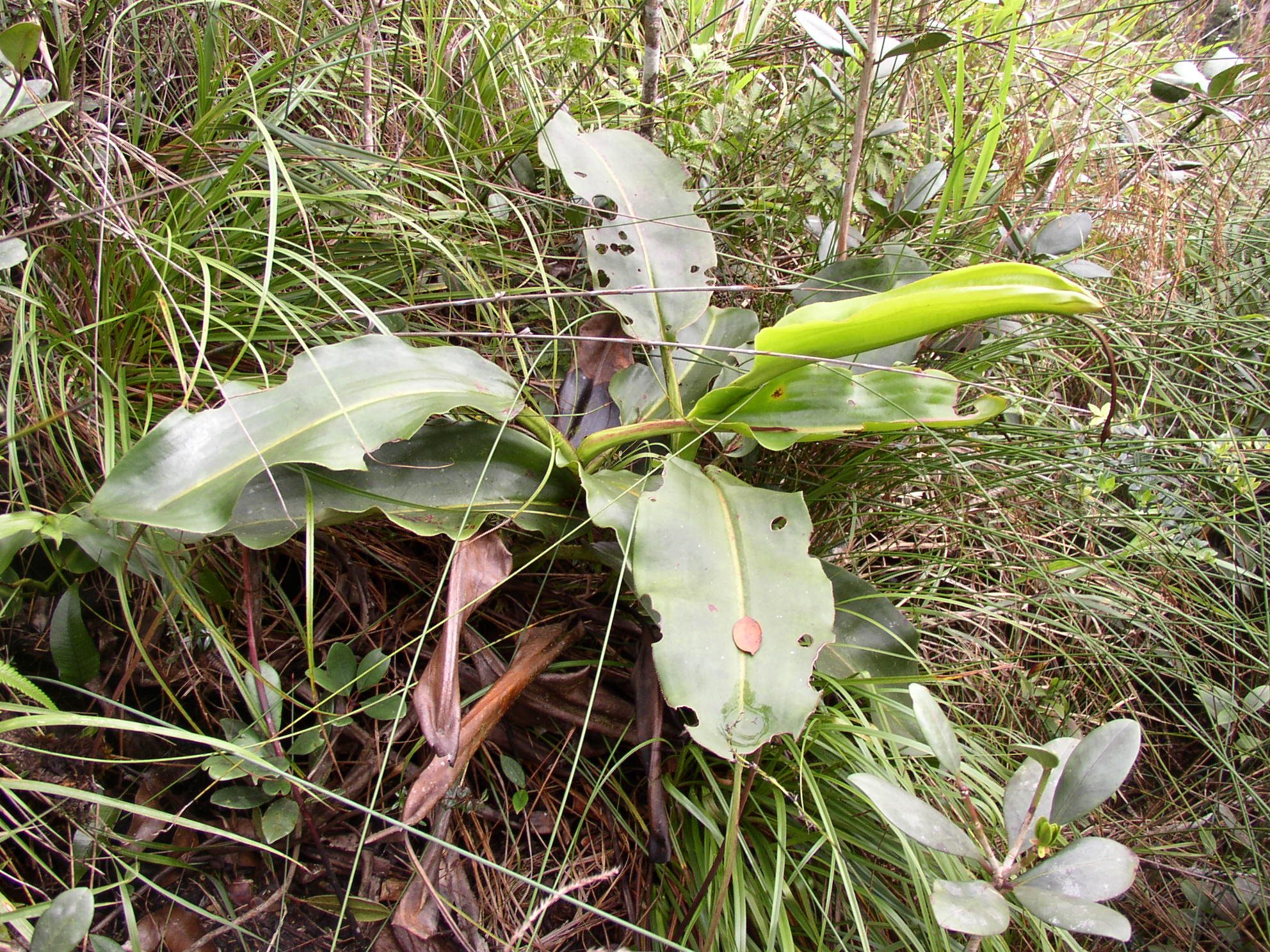
被昆虫啃食后的马来王猪笼草

由于猪笼草属中各种间捕虫笼的大小和形状存在很大差别，所以许多生物经过特化，专门生活在某种猪笼草中的捕虫笼中。马来王猪笼草也不例外，并有两种蚊类得名于马来王猪笼草：王侯库蚊和王侯巨蚊。塚本增久在基纳巴卢山收集了三年马来王猪笼草捕虫笼中的蚊子幼虫后，于1989年描述了这两种蚊子。:216这两种蚊类以颜氏库蚊、莫氏蓝带蚊和一种与王侯库蚊相关的未被描述的杵蚊的幼虫为食。塚本增久还指出“大部分幼虫的体表都覆盖着钟形的原生动物”。:220现在仍没有任何关于该物种成虫生物学、栖息地或作为疾病载体方面的报告。对于王侯巨蚊也一样，除了知道它的成虫不吸血外，其余一无所知。
薛氏库蚊也曾被认为是马来王猪笼草的捕虫笼底内生物。1931年的原始记录由F·W·爱德华兹根据H·M·彭德尔伯里1929年在基纳巴卢山采集到的标本得出。然而鉴于该物种的信息，塚本增久指出“很容易看出，这种新物种（王侯库蚊）在很长一段时间里都被错误的鉴定为薛氏库蚊，而王侯库蚊和薛氏库蚊都存在于基纳巴卢山的马来王猪笼草的捕虫笼中”。

### 天敌
并不是所有猪笼草和动物之间的关系都有利于猪笼草。马来王猪笼草的叶片有时会受到昆虫啃食。此外，猴子和眼镜猴偶尔也会撕开捕虫笼取食里面的内容物。

## 分类关系
| 皇室分支 Regiae clade                                                              |      |      |      |      |      |            |            |            |            |            |            |      |      |      |      |      |      |                  |                  |                  |                  |                  |                  |      |      |      |      |      |      |               |               |               |               |               |               |
| 编号                                                                               | 编号 | 编号 | 编号 | 编号 | 编号 | 学名       | 学名       | 学名       | 学名       | 学名       | 学名       | 编号 | 编号 | 编号 | 编号 | 编号 | 编号 | 学名             | 学名             | 学名             | 学名             | 学名             | 学名             | 编号 | 编号 | 编号 | 编号 | 编号 | 编号 | 学名          | 学名          | 学名          | 学名          | 学名          | 学名          |
| 1                                                                                  | 1    | 1    | 1    | 1    | 1    | 博世猪笼草 | 博世猪笼草 | 博世猪笼草 | 博世猪笼草 | 博世猪笼草 | 博世猪笼草 | 6    | 6    | 6    | 6    | 6    | 6    | 克洛斯猪笼草     | 克洛斯猪笼草     | 克洛斯猪笼草     | 克洛斯猪笼草     | 克洛斯猪笼草     | 克洛斯猪笼草     | 11   | 11   | 11   | 11   | 11   | 11   | 细毛猪笼草    | 细毛猪笼草    | 细毛猪笼草    | 细毛猪笼草    | 细毛猪笼草    | 细毛猪笼草    |
| 2                                                                                  | 2    | 2    | 2    | 2    | 2    | 豹斑猪笼草 | 豹斑猪笼草 | 豹斑猪笼草 | 豹斑猪笼草 | 豹斑猪笼草 | 豹斑猪笼草 | 7    | 7    | 7    | 7    | 7    | 7    | 劳氏猪笼草       | 劳氏猪笼草       | 劳氏猪笼草       | 劳氏猪笼草       | 劳氏猪笼草       | 劳氏猪笼草       | 12   | 12   | 12   | 12   | 12   | 12   | 马来王猪笼草  | 马来王猪笼草  | 马来王猪笼草  | 马来王猪笼草  | 马来王猪笼草  | 马来王猪笼草  |
| 3                                                                                  | 3    | 3    | 3    | 3    | 3    | 圆盾猪笼草 | 圆盾猪笼草 | 圆盾猪笼草 | 圆盾猪笼草 | 圆盾猪笼草 | 圆盾猪笼草 | 8    | 8    | 8    | 8    | 8    | 8    | 大猪笼草         | 大猪笼草         | 大猪笼草         | 大猪笼草         | 大猪笼草         | 大猪笼草         | 13   | 13   | 13   | 13   | 13   | 13   | 窄叶猪笼草 ** | 窄叶猪笼草 ** | 窄叶猪笼草 ** | 窄叶猪笼草 ** | 窄叶猪笼草 ** | 窄叶猪笼草 ** |
| 4                                                                                  | 4    | 4    | 4    | 4    | 4    | 鞍型猪笼草 | 鞍型猪笼草 | 鞍型猪笼草 | 鞍型猪笼草 | 鞍型猪笼草 | 鞍型猪笼草 | 9    | 9    | 9    | 9    | 9    | 9    | 柔毛猪笼草       | 柔毛猪笼草       | 柔毛猪笼草       | 柔毛猪笼草       | 柔毛猪笼草       | 柔毛猪笼草       | 14   | 14   | 14   | 14   | 14   | 14   | 宝特瓶猪笼草  | 宝特瓶猪笼草  | 宝特瓶猪笼草  | 宝特瓶猪笼草  | 宝特瓶猪笼草  | 宝特瓶猪笼草  |
| 5                                                                                  | 5    | 5    | 5    | 5    | 5    | 暗色猪笼草 | 暗色猪笼草 | 暗色猪笼草 | 暗色猪笼草 | 暗色猪笼草 | 暗色猪笼草 | 10   | 10   | 10   | 10   | 10   | 10   | 倒披针叶猪笼草 * | 倒披针叶猪笼草 * | 倒披针叶猪笼草 * | 倒披针叶猪笼草 * | 倒披针叶猪笼草 * | 倒披针叶猪笼草 * | 15   | 15   | 15   | 15   | 15   | 15   | 维奇猪笼草    | 维奇猪笼草    | 维奇猪笼草    | 维奇猪笼草    | 维奇猪笼草    | 维奇猪笼草    |
| * 现认为倒披针叶猪笼草是大猪笼草的同物异名。 ** 丹瑟的描述基于假猪笼草的模式标本。 |      |      |      |      |      |            |            |            |            |            |            |      |      |      |      |      |      |                  |                  |                  |                  |                  |                  |      |      |      |      |      |      |               |               |               |               |               |               |
| Distribution of the Regiae                                                         |      |      |      |      |      |            |            |            |            |            |            |      |      |      |      |      |      |                  |                  |                  |                  |                  |                  |      |      |      |      |      |      |               |               |               |               |               |               |
| 皇室分支的分布范围，根据丹瑟（1928）。 注意：现认为大猪笼草不存在于婆罗洲。        |      |      |      |      |      |            |            |            |            |            |            |      |      |      |      |      |      |                  |                  |                  |                  |                  |                  |      |      |      |      |      |      |               |               |               |               |               |               |

由于马来王猪笼草具有不同寻常的捕虫笼和叶片形态，一般认为它与其他猪笼草之间不存在十分密切的近缘关系。但经过多次尝试已推测出猪笼草属内的自然分支，马来王猪笼草与其他猪笼草之间仍存在一些共同特征。
1873年，约瑟夫·道尔顿·胡克在其专著《猪笼草科》中首次将猪笼草属独立，并建立了猪笼草科。因伯威尔猪笼草的种子缺失附属物，所以其被放置于单种亚属无翼种猪笼草亚属下。其他所有物种归入真猪笼草亚属中。
1895年，君特·贝克·冯·曼那哥塔-勒驰奈在其专著《猪笼草属》中对猪笼草属进行了第二次分类处理。他保留了由约瑟夫·道尔顿·胡克建立的分类处理，并继续将真猪笼草亚属拆分为三个部分：网纹猪笼草组、无霜猪笼草组和霜猪笼草组。马来王猪笼草被归入无霜猪笼草组中。
1908年，约翰·缪尔黑德·麦克法兰在其专著《猪笼草科》中再次对猪笼草属进行了修订。奇怪的是，麦克法兰并没有给他作出的分类群命名。其修订一般不被认为是猪笼草属的自然分界。
1928年，B·H·丹瑟发表了其开创性的专著《荷属东印度群岛的猪笼草科植物》，在其中他根据观察植物标本将猪笼草属分为6个分支。:81-82 分别为普通分支、山地分支、高贵分支、皇室分支、卓越分支和小笼分支。马来王猪笼草被归入皇室分支中。
皇室分支内的大部分物种，植株巨大，叶片具柄，具红棕色粗毛，总状花序及漏斗形上位笼。其内所有物种笼盖末端的下表面具特征性的附属物。除劳氏猪笼草外，皇室分支内的物种都具有平展或扩展的唇。皇室分支内大部分物种为婆罗洲的特有种。基于目前就猪笼草属的了解，皇室分支很好的反应了其成员之间的关系，而其他分支则不然。:82尽管如此，B·H·丹瑟的分类无疑是对以往分类的很大改善。
1936年，赫尔曼·哈姆斯对B·H·丹瑟的分类进行了改进。赫尔曼·哈姆斯将猪笼草属分为三个亚属：无翼种猪笼草亚属，真猪笼草亚属和中猪笼草亚属。赫尔曼·哈姆斯将马来王猪笼草与其他绝大多数猪笼草一起归入真猪笼草亚属；无翼种猪笼草亚属为单种亚属，而中猪笼草亚属只含3个物种。此外，赫尔曼·哈姆斯还建立了一个新分支——滴液分支，其得名于滴液猪笼草。 
1976年，仓田重夫在其专著《基纳巴卢山的猪笼草》中提供了笼盖蜜腺和捕虫笼内消化腺的详细照片。他将消化腺分为“下消化腺”、“中消化腺”和“上消化腺”三类。

### 生化分析
| 酚类化合物和无色花青苷在豹斑猪笼草、马来王猪笼草和阿里猪笼草中的分布状况                                                                                 |    |    |    |    |    |    |    |   |             |
| 种群 | 1  | 2  | 3  | 4  | 5  | 6  | 7  | 8 | 样本        |
| 豹斑猪笼草 | 3+ | ++ | 3+ | 3+ | -  | =  | -  | - | Jumaat 2484 |
| 阿里猪笼草 | +  | ++ | 3+ | 3+ | +  | ++ | 3+ | + | Jumaat 2442 |
| 阿里猪笼草（离体） | +  | ++ | 3+ | 3+ | +  | ++ | +  | + |             |
| 马来王猪笼草 | -  | -  | +  | ±  | ++ | ++ | 3+ | + | Jumaat 2443 |
| 注释： 1：酚酸；2：鞣花酸；3：槲皮素；4：山柰酚；5：木犀草素；6：未知类黄酮1；7：未知类黄酮3；8：花色素。±：非常弱；+：弱；++：强；3+：非常强；-：不存在 |    |    |    |    |    |    |    |   |             |

生化分析已被用于确定猪笼草属物种之间的遗传分类学关系。1975年，大卫·E·费尔布莱泽等人首次提出化学特性与某些形态之间存在着联系。基于这一理论，形态特征相似的植物产生的化学物质也类似。
2002年，植物生化素筛查和色谱法被用于研究存在于产于沙巴和沙捞越的自然杂交种及其假定亲本中的酚类化合物和无色花青苷。该研究基于九份干燥的叶片标本。其包含8个色谱分析项，分别为酚酸、黄酮醇、黄酮类、无色花青苷、未知类黄酮1和未知类黄酮3。这些物质在阿里猪笼草、豹斑猪笼草和马来王猪笼草中的分布状况如表。同时，还对阿里猪笼草的组织培养样品进行了测试。
在豹斑猪笼草组织中未发现酚酸、鞣花酸，而山柰酚的含量较低。阿里猪笼草样本的色谱图呈现出与其假定的亲本互补。
在这个分析中没有涉及杨梅素。这与之前其他研究者的研究一致:607-613，而对像杨梅素这样并不是广泛存在于猪笼草属植物中的化合物进行检测可以提供更多的鉴定依据。
几种马来王猪笼草的蛋白质和核酸已被部分或全部测序。

### 相关物种
1998年，安德烈亚斯·维斯图巴在菲律宾发现了一个猪笼草新种。其被暂时命名为巴拉望猪笼草1，其具有相似于马来王猪笼草的捕虫笼和叶片。2007年，该物种被安德烈亚斯·维斯图巴和约阿希姆·那兹将其正式描述为曼塔灵阿汉山猪笼草。

## 生态关系

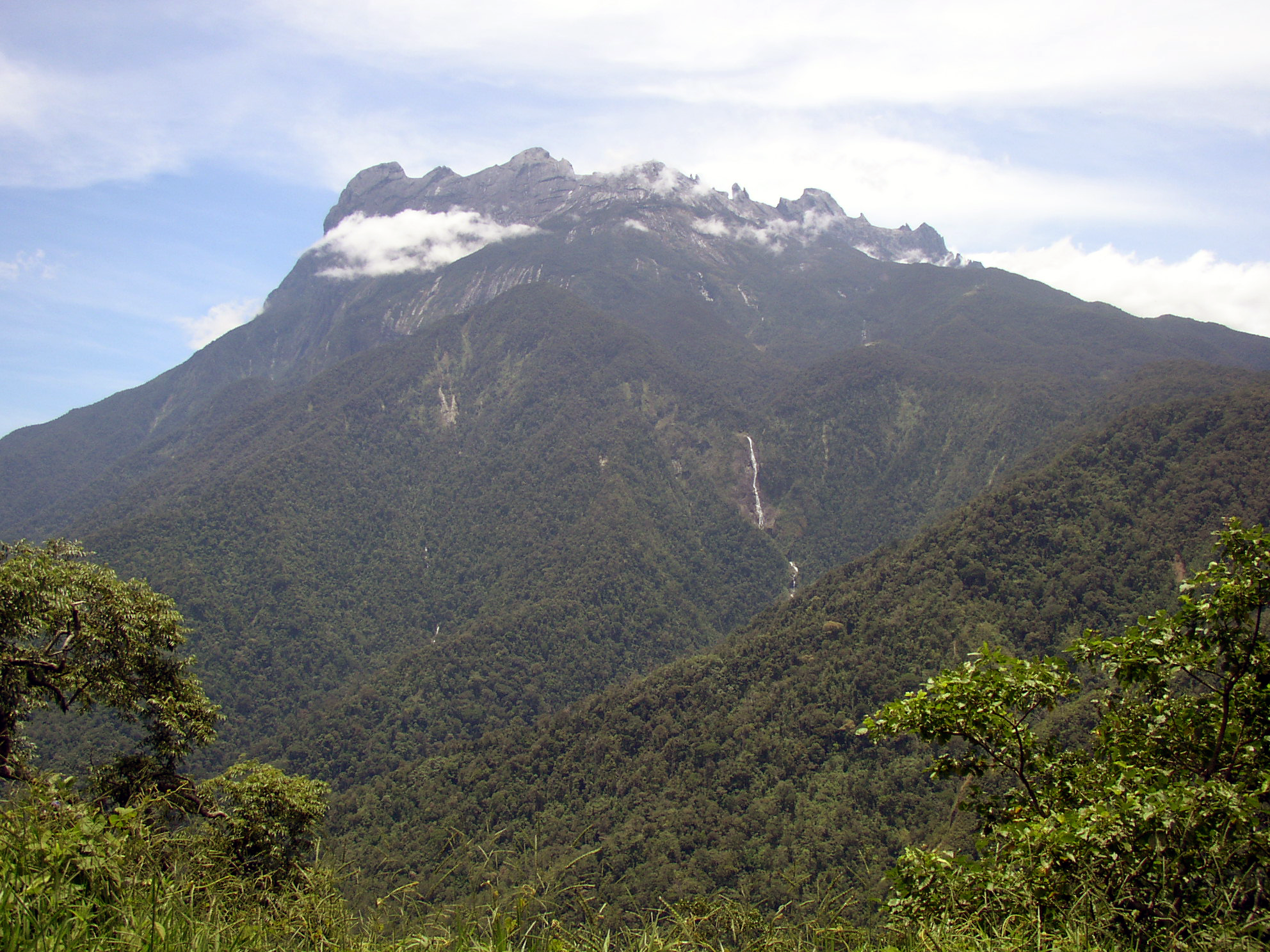
基纳巴卢山

### 基纳巴卢山
马来王猪笼草分布局限，仅存在于基纳巴卢山及坦布幼昆山附近，都位于马来西亚沙巴的基纳巴卢山国家公园内。:123基纳巴卢山为巨大的花岗岩圆顶山。其顶峰海拔4095.2米，为婆罗洲最高峰。该山的低地山坡主要由砂岩和页岩组成，其来源于35亿年前的海洋泥沙。岩基核心及山脊为侵入隆起的超基性岩（蛇纹石）。因此在基纳巴卢山上存在很多超基性土壤特有的植物。

### 基质
马来王猪笼草似乎专门生长于蛇纹石土壤中，其含有高浓度的镍、铬，对于多数植物是有毒的。马来王猪笼草能生长于该生态位意味着其面对的生长空间及养分的竞争较小。此外，也已知阿里猪笼草和长毛猪笼草的根系能耐受重金属含量较高的蛇纹石基质。蛇纹石基质常薄覆于超基性岩上，所以其也被称为超基性土壤，其中还含有丰富的镁，呈弱碱性。基纳巴卢山国家公园约16%面积覆盖着超基性土壤。其中生长着许多高度特有的物种，包括猪笼草。
马来王猪笼草通常生长于开阔的山坡或平坦的山脊顶部，特别是有地下水渗出，土壤松散且长期潮湿的地区。虽然该地区降雨量极高，但余下的水分仍会迅速的排走，土壤不会涝水。马来王猪笼草长出现于林下的草丛中，特别是莎草科植物中。

### 气候
马来王猪笼草分布于海拔1500米至2650米的地区:120，为高山或亚高山植物。在其海拔分布范围的上界，夜间温度可接近冰点，日间温度极少超过25℃。:2夜间温度极具降低，夜间空气相对湿度则会显著升高，从65%至75%上升至95%以上。因该海地地区的环境条件极端，常遭受到强风、大雨及烈日的考验，植被都非常矮小且生长缓慢。山地森林上部相对开阔的植被区与低海拔地区相比存在较大的温度和湿度变化。其变化幅度主要决定于云层覆盖的程度。在少云的看情况下，温度将骤升，湿度骤降，光照水平极高。当云层重新覆盖时，温度和光照水平下降，而湿度将升高。:29该地区年平均降水量约3000毫米。

## 保护状况

### 濒危物种
马来王猪笼草已被列入《世界自然保护联盟濒危物种红色名录》中，保护状况为濒危（EN – B1+2e）。1997年其被列入《野生动植物保护条例》第二部附表一。1981年其被列入《瀕危野生動植物種國際貿易公約》附表一，并规定禁止野生植株的国际贸易。
由于其极受欢迎，即使其分布于基纳巴卢山国家公园的边界内，不少野外植株仍被非法盗采。20世纪70年代，部分种群因过度采集而严重缩小，最终使其于1981年被列入《瀕危野生動植物種國際貿易公約》附表一。:29附表一中仅包含马来王猪笼草与印度猪笼草，其余所有猪笼草列于附表二中。
在这样的情况下，马来王猪笼草在短期内似乎是相对安全的，其也许可以更准确的归为易危；或考虑到国家公园内受保护的种群，也可被修订为依赖保育。:170-172世界保护监测中心则将马来王猪笼草的保护状况列为易危。此外，在引入1994年威胁类别之前，世界自然保护联盟也将其视为易危物种。
虽然马来王猪笼草分布局限，且常被描述为高危的物种，但其在原生地并不少见，大部分种群位于基纳巴卢山国家公园中限制游客前往的偏远地区。此外，马来王猪笼草叶形独特，即使将其捕虫笼去除海关仍能辨认，所以很难将其非法带出马来西亚境内。
组织培养技术的出现，使其大量繁殖得以实现，价格也不断下降。组织培养是使用外植体进行细胞培养得到完整植株的技术。该技术在很大程度上使对于野生植株的需求下降，也使植物采集者去往沙巴盗采野生植株无利可图。:172
猪笼草保护者罗伯特·坎特利评估当前野生植株的状态如下：
该物种至少生长于2个不同的亚种群中，其都由基纳巴卢山国家公园管理局保护。其中一个种群未经许可严禁进入。而较被人所知且缺乏保护的地区，其成年植株的数量出现下降。这主要是由于无意的游客对原生地和植株的破坏要远高于有组织的植株采集。近几年，因组织培养得到的廉价植株，栽培马来王猪笼草已较常见。我相信现在从野外采集的植株占全部贩售植株的比例已可忽略不计。

因此，人工栽培的马来王猪笼草的遗传变异性非常小，所有市售的组织培养植株的种源都可被认为来源于英国皇家植物园。

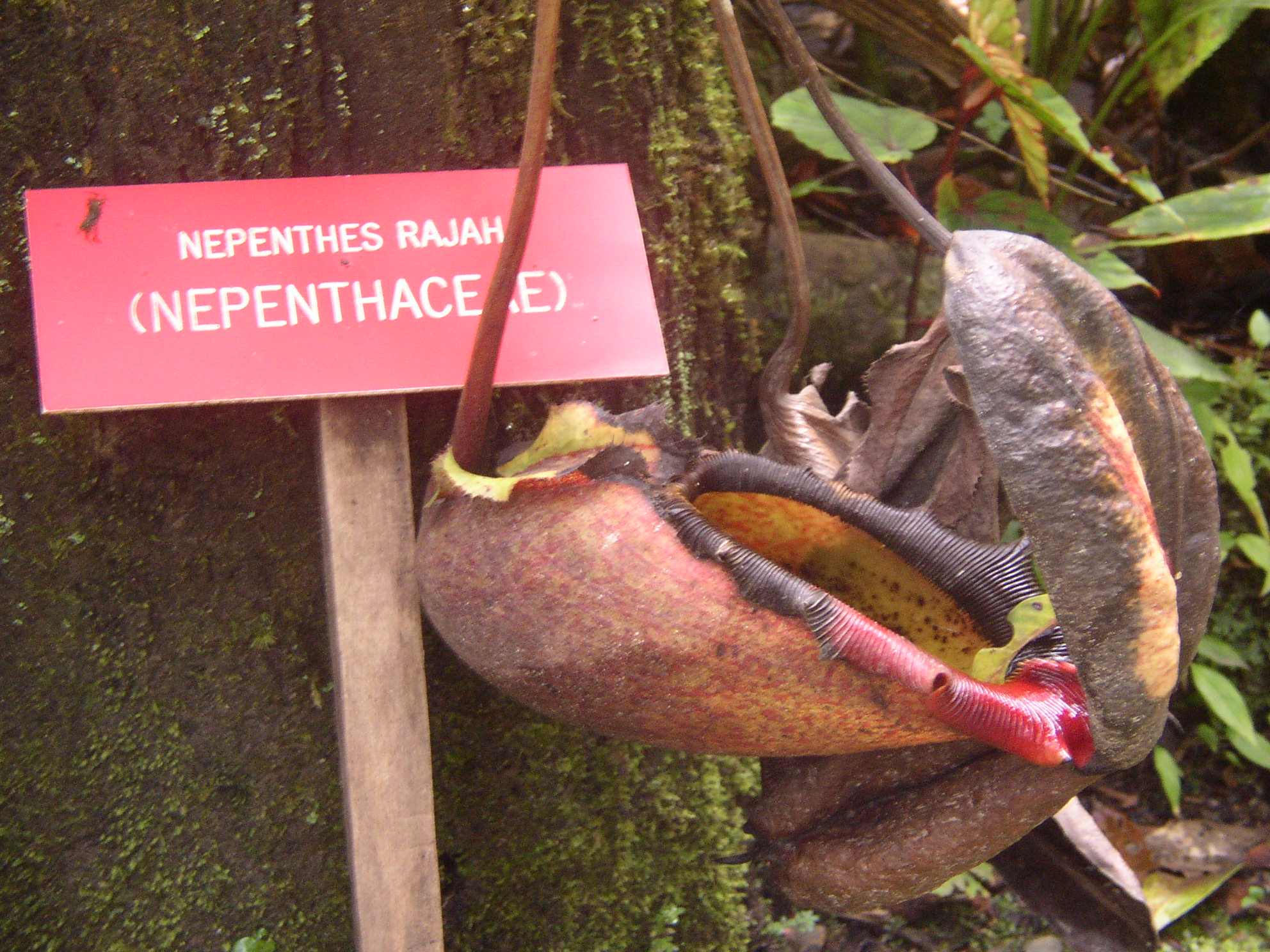
基纳巴卢“山地花园”中的马来王猪笼草

非法采集并不是马来王猪笼草在野外受到的唯一威胁。1997年和1998年厄尔尼诺现象对基纳巴卢山的猪笼草属植物造成了灾难性的影响。:236长时间的干旱导致大量自然种群消亡。基纳巴卢山国家公园内发生了9起山火，过火面积达25平方公里，并产生了大量烟雾。这次厄尔尼诺现象期间，许多植株被暂时转移至公园的苗圃内。之后这些植株又被移植到了马西劳的“猪笼草园”中。尽管如此，马来王猪笼草仍算是受影响较小的物种之一，一些数量相对较少的物种因此完全消失。从那时起，安硕·甘舍兰便在马西劳附近建起了一个繁育基地，以保护包括马来王猪笼草在内的濒危物种。

### 局限分布
马西劳自然度假村是目前普通游客能见到马来王猪笼草原生地的唯一地点。:38有几十株马来王猪笼草生长于此地一个陡峭的山坡顶部。幼年及成年的植株都存在于此，其中一些植株具有巨大的捕虫笼，偶尔可超过40厘米。每日都有导游组织参观“猪笼草园”中的马来王猪笼草。“马来王猪笼草自然步道”收费，营业时间为早上9点至下午4点。马来王猪笼草其他的种群存在于基纳巴卢山国家公园的其他偏远地区，不向游客开放。:38游客还能在基纳巴卢山国家公园总部的“山地花园”的苗圃中见到马来王猪笼草。:68
其他已知的马来王猪笼草野外分布地包括马劳伊·帕劳伊高原、东马西劳河附近的马西劳洞、卡鲁比斯河上游及坦布幼昆山东部山脊。:64-65在猪山，马来王猪笼草生长于海拔1950米至2320米处，并与豹斑猪笼草、毛盖猪笼草和阿里猪笼草同域分布。

## 自然杂交种

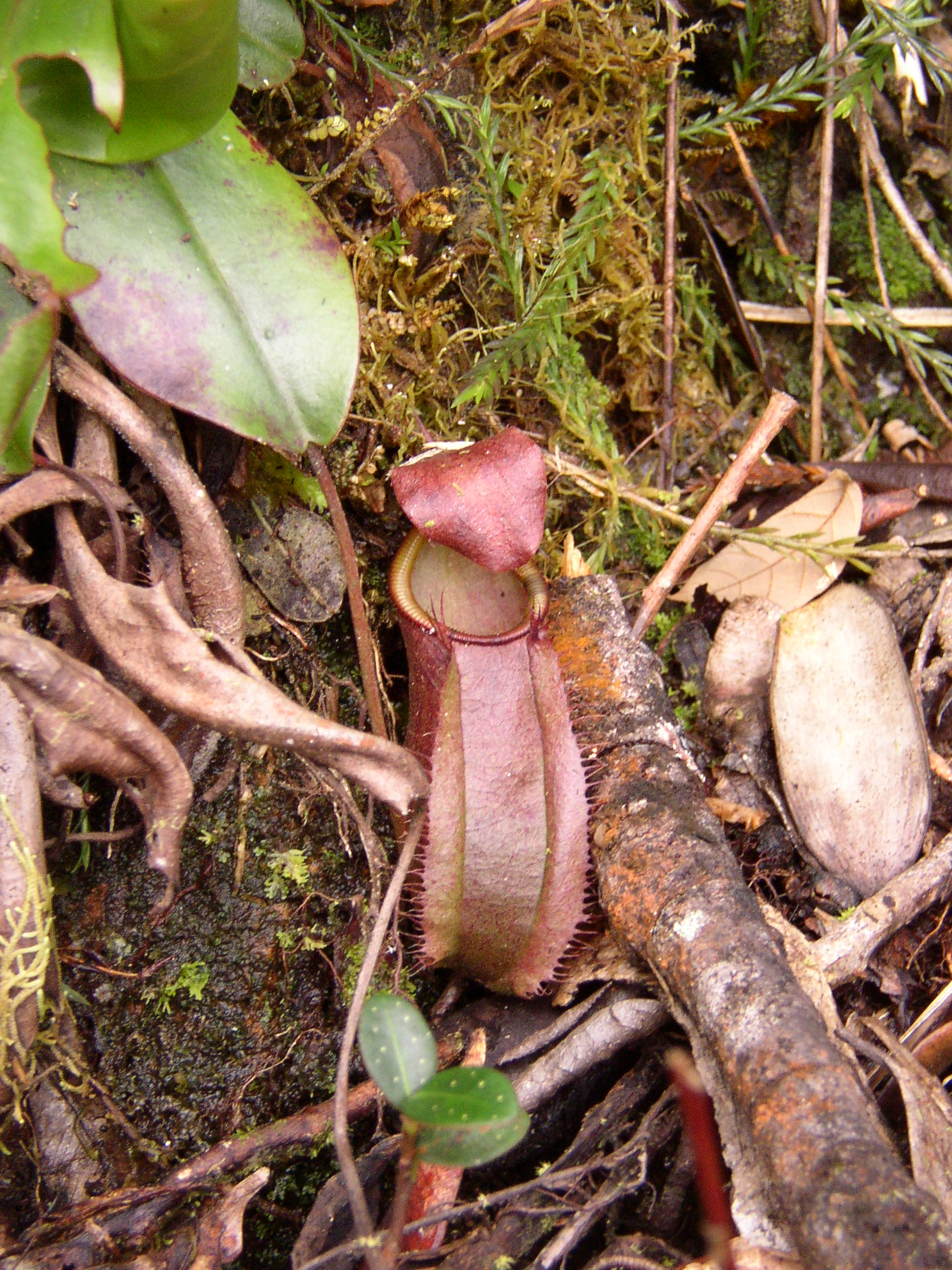
马来王猪笼草与毛盖猪笼草的自然杂交种

马来王猪笼草与许多其他猪笼草之间存在自然杂交种，并与之同域分布。因马来王猪笼草在一年中的任何时候都可以开花，所以自然杂交种相对容易出现。查尔斯·克拉克认为，“马来王猪笼草的花粉可以传播到相当远的地区。因此，在一些附近不存在马来王猪笼草的地区也可以发现马来王猪笼草的自然杂交种”。不过它的花粉最远也只能传播10公里。:143已发现了马来王猪笼草与基纳巴卢山上的所有猪笼草之间的自然杂交种。因为马来王猪笼草的自然杂交种会继承其生长速度缓慢的特点，所以其很少被用作为工人杂交的亲本。
现已知的马来王猪笼草自然杂交种：:120
- N. burbidgeae × N. rajah [=N. × alisaputrana J.H.Adam & Wilcock (1992)]
- N. edwardsiana × N. rajah
- N. fusca × N. rajah
- N. lowii × N. rajah[62]
- N. macrovulgaris × N. rajah
- N. rajah × N. stenophylla
- N. rajah × N. tentaculata
- N. rajah × N. villosa [=N. × kinabaluensis Sh.Kurata (1976) nom.nud.]

在基纳巴卢山国家公园的“山地花园”中有大量生长良好的猪笼草，其中包括了马来王猪笼草与窄叶猪笼草的自然杂交种。该自然杂交种的叶片类似窄叶猪笼草，而笼盖和笼翼与马来王猪笼草一致。其唇受窄叶猪笼草影响较大，但在笼盖的边缘又存在长毛，呈现其父母本的中间型。:124其生长于海拔1500米至2600米的地区。
马来王猪笼草的自然杂交种中有两种已被命名，分别为阿里猪笼草和基纳巴卢山猪笼草。其都已列入《瀕危野生動植物種國際貿易公約》附录二中，同时被世界自然保护联盟列为易危物种。

### 阿里猪笼草
阿里猪笼草得名于沙巴公园信托局前董事长拉姆里·阿里。其仅存在于基纳巴卢山国家公园，生长于海拔2000米开阔处的矮小植被中，基质为蛇纹石土壤，常与豹斑猪笼草同域分布。阿里猪笼草继承了父母本双方的性状，特别是它继承了马来王猪笼草捕虫笼巨大的尺寸，可高达35厘米，宽至20厘米。:10马来王猪笼草的其他杂交种都没有可以与之媲美的捕虫笼。阿里猪笼草区别于豹斑猪笼草的特点是，其唇更宽，笼盖更大；而区别于马来王猪笼草的特点是，其笼盖的结构不同，毛被为棕色且较短，唇较窄而更接近于圆柱形，捕虫笼的颜色通常为黄绿色并具红色或棕色的斑点。因此，安西娅·飞利浦和安东尼·兰姆也将阿里猪笼草称为“豹纹猪笼草”。阿里猪笼草的唇为绿色至暗红色，具紫色的条纹。叶片为略呈盾状。阿里猪笼草很善于攀爬，很容易产生上位笼。
虽然阿里猪笼草的形态更接近马来王猪笼草，但它们之间的区别仍很大，一般不易混淆。不过在阿德里安·斯莱克所著的《食虫植物与种植》中仍将阿里猪笼草误认为是马来王猪笼草。:157

### 基纳巴卢山猪笼草
基纳巴卢山猪笼草是另一种已命名的马来王猪笼草自然杂交种。其捕虫笼也很巨大，但不如马来王猪笼草和阿里猪笼草。其为婆罗洲最著名的两种猪笼草自然杂交而成：马来王猪笼草和长毛猪笼草。基纳巴卢山猪笼草仅存在于基纳巴卢山及附近的坦布幼昆山，并与亲本同域分布。:165-167更具体来说，其存在于帕卡洞附近的步道及卡鲁比斯河上游西岸的一个山脊的东南部。:65。唯一容易到达的分布地位于基纳巴卢山顶峰步道，拉央-拉央与直升机停机坪之间。原生地为由陆均松属及薄子木属植物组成的树林，海拔约2900米。基纳巴卢山猪笼草的海拔分布范围为2420米至3030米。:94原生地通常为云雾森林。
基纳巴卢山猪笼草与马来王猪笼草之间的区别在于，其存在突出的唇肋及细长的唇齿。唇边缘扩展，笼盖为圆形或肾形，几乎水平。一般情况下，其捕虫笼大于长毛猪笼草。笼蔓与叶片的衔接处距离叶尖1至2厘米，该特征继承于马来王猪笼草。:19成年植株的笼蔓几乎是木质的。其捕虫笼和叶片边缘具绒毛，呈亲本的中间型。下位笼具一对笼翼，而上位笼通常缺失。捕虫笼为黄色至血红色。其比亲本更容易产生上位笼。
基纳巴卢山猪笼草呈其亲本的中间型，可很容易的与婆罗洲的其他猪笼草属植物区分开来。但其曾在《莱茨领你到食虫植物世界》中被误认为是马来王猪笼草。
1910年，莉莲·苏泽特·吉布斯在堪巴兰格附近首次采集到了基纳巴卢山猪笼草。1914年，约翰·缪尔黑德·麦克法兰将其称为。:64虽然约翰·缪尔黑德·麦克法兰没有对其进行正式命名，但他指出“所有现有的形态细节表明其为长毛猪笼草与马来王猪笼草的杂交种”。:127

### 杂交起源
阿里猪笼草和基纳巴卢山猪笼草可育。克莱夫·安东尼·斯特斯写道“稳定杂交种当具有一系列不再与其亲本严格相关的独特分布特征、形态特征和遗传特性……如果该杂交种成为一个独立的，可识别的，可自我维持的集合，那么其实际上就是一个独立的物种。”胡瑞尔猪笼草和毛律山猪笼草即是两个起源于杂交种的例子。阿里猪笼草和基纳巴卢山猪笼草足够稳定，其物种状况曾进行过争论。:941996年，朱马特·哈吉·亚当和克里斯托弗·C·威尔科克即将基纳巴卢山猪笼草描述为一个物种。
猪笼草雌雄异株，杂交种的形态取决于亲本。杂交名前半部为雌性亲本，后半部为雄性亲本。杂交种与亲本形态特征通常不同；大多数情况下雌性亲本通常占主导位置，杂交后代更类似于雌性亲本。所以大多数基纳巴卢山猪笼草的野生植株都更近似于马来王猪笼草，所以其杂交名为。但已发现更接近于长毛猪笼草的植株，其很可能为反交种。类似的情况也发生于马来王猪笼草的其他杂交种中。

## 种植方法

### 环境因素
马来王猪笼草为高山植物或亚高山植物，其生长于海拔1500米至2650米处。因此，其环境日间温暖，温度为25至30℃，夜间凉爽，温度为10至15℃。但要注意的是，在合理范围内对马来王猪笼草最重要的并不是温度本身，而是温差。其需要相当低的夜间温度，温差需达10℃以上。若不能提供这样的条件，其几乎会在一段时间后死亡，即使存活下来其大小也会受到限制。
此外，马来王猪笼草与其他猪笼草一样，需要一个高湿的环境。最佳相对湿度通常被认为应在75%以上，夜间可达90%。但马来王猪笼草不能耐受湿度的剧烈波动，尤其是在其幼年时期，相对湿度不能低于50%。使用超声波加湿器可以很容易的控制空气湿度。
在其原生地，马来王猪笼草生长于开阔地区，其直接暴露于阳光下。因此人工种植也需要高强度的光照。为了满足植株的光照需求，许多种植者都使用500至1000瓦的卤素灯提供光照，光源距离植株应为1至2米，得到了很好的效果。根据条件的不同，种植者也可以选择其他的光源及自然光。但仅赤道地区的自然光强度才能满足植株的需求。

### 基质及水分

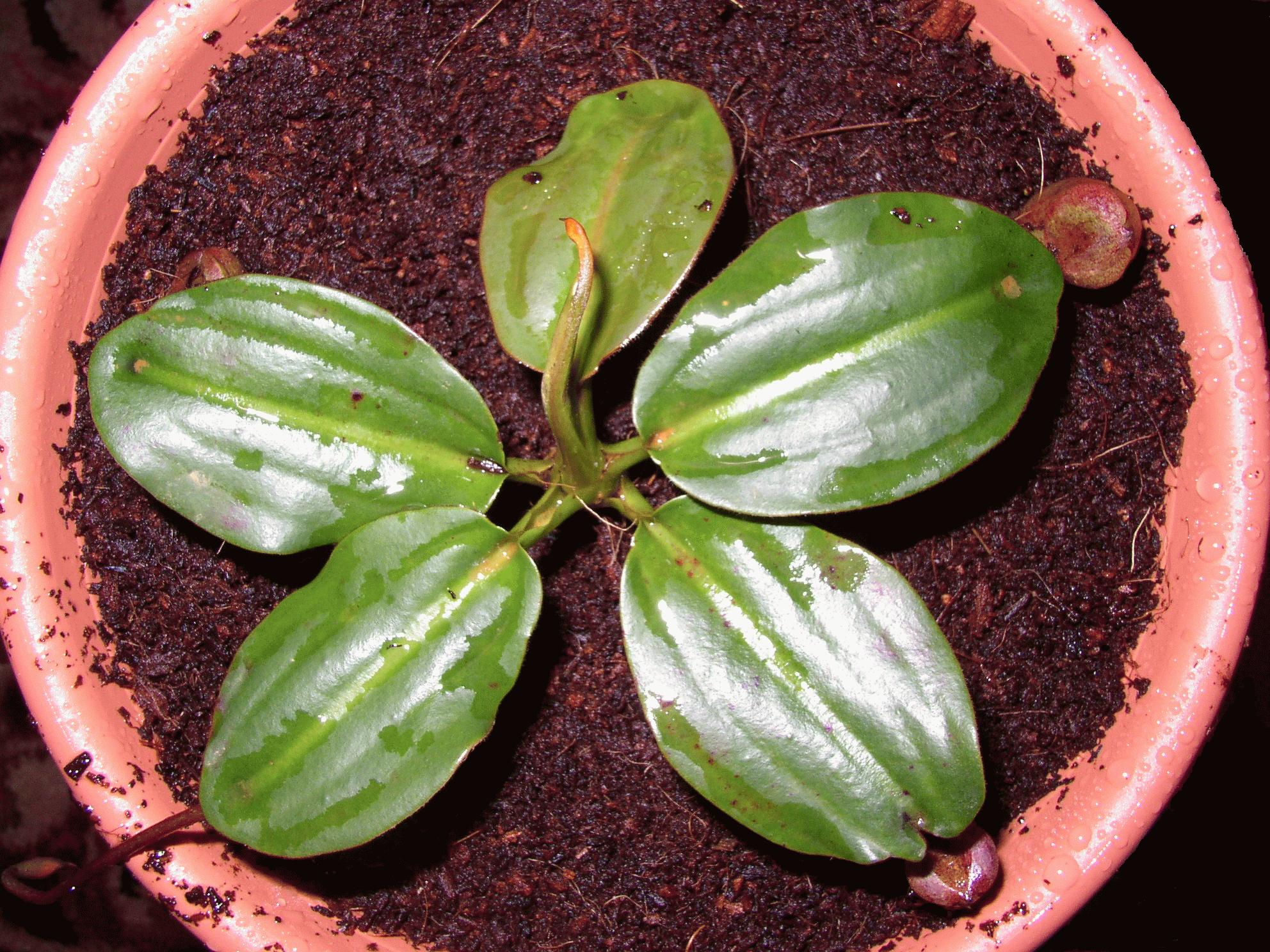
马来王猪笼草人工种植植株

纯长纤维泥炭藓是栽培马来王猪笼草的优良盆栽基质。但由泥炭、珍珠岩、蛭石、砂、火山岩、浮石、蕨类植物纤维、树皮及园艺木炭组成的基质也可以得到同样好的效果。盆栽基质应排水良好，不能压实。根部附近的泥炭藓有利于保持水分。泥炭藓在种植前应彻底浸泡。
已经注意到，相对于猪笼草属中的其他物种，马来王猪笼草可产生非常发达的根系。因此，应使用大盆种植以满足根系的正常发育。这也减少了因移盆时可能导致植株死亡的根系损伤。
应使用矿物质含量较低的软水浇灌。其可减少土壤中矿物质的沉积。总溶解固体的理想含量应低于100 ppm。可使用反渗透水或蒸馏水。浇水应定期，但植株不能浸于水中，否则可导致根腐病。

### 喂食与施肥
马来王猪笼草为食虫植物，因此其可通过捕获昆虫等动物以补充土壤中矿质元素的不足，如氮、钾等。但这在人工栽培中并不是必须的。
商业苗圃试验显示，微量元素溶液可给叶片增色，但仍需更多的研究来证明。普通的氮磷钾肥被发现会促进病原体繁殖，危害植株健康。因此，通常不提倡使用化肥。
马来王猪笼草生长缓慢。在最佳条件下，马来王猪笼草从幼苗至开花约需10年。

## 常见误解

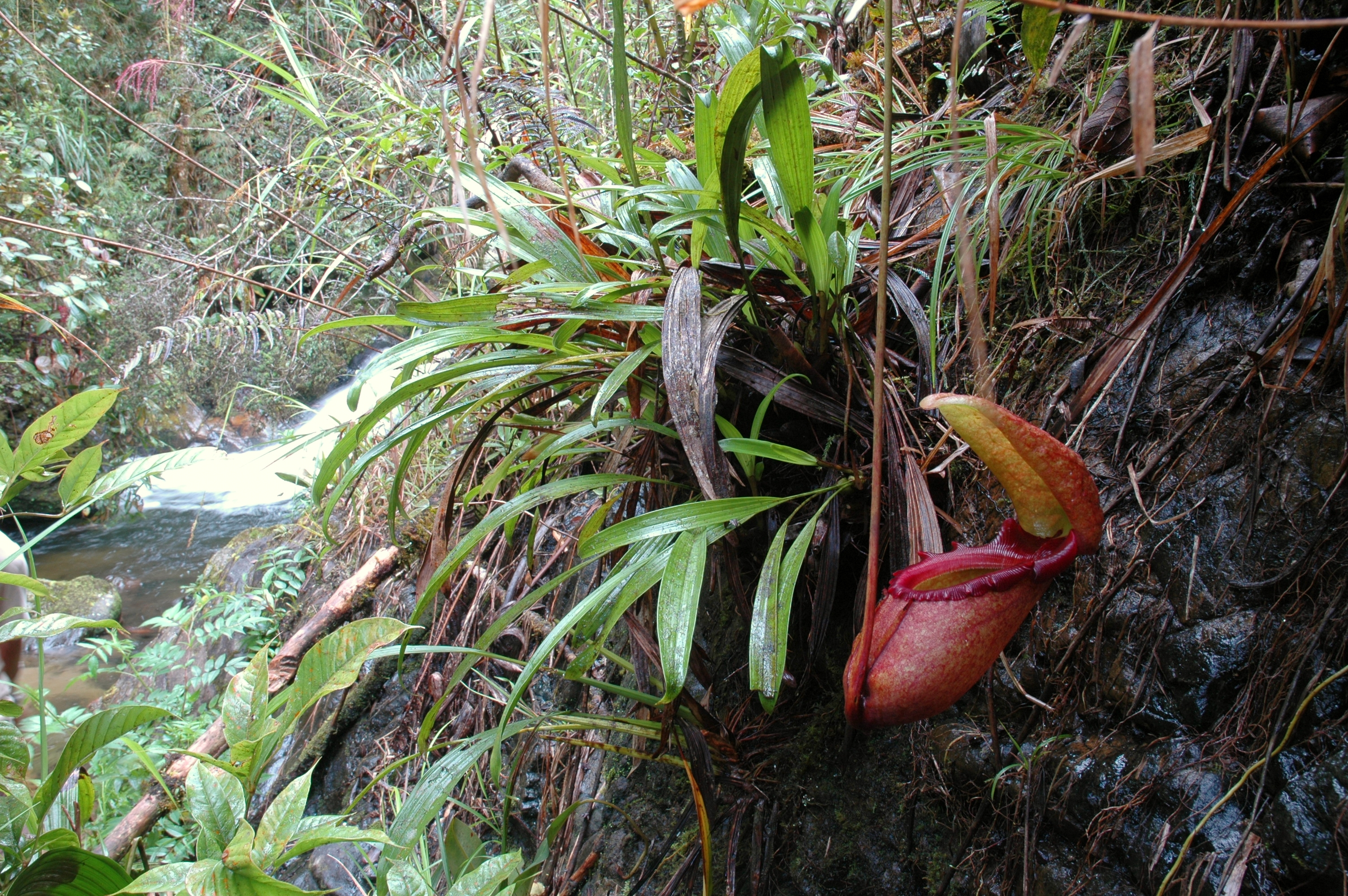
生长于小型瀑布旁的马来王猪笼草

一个世纪以来关于马来王猪笼草存在很多误解。其中较常见的一个误解是马来王猪笼草仅生长于瀑布淋溅区内的超基性土壤中。实际上虽然马来王猪笼草需要生长于超基性土壤中，但并不是需在瀑布附近。:123该误解可能源于仓田重夫1976年的专著《基纳巴卢山的猪笼草》。他在其中这样写道：“马来王猪笼草较喜欢想沼泽或瀑布周围等潮湿的地区”。:61
某些马来王猪笼草也确实生长于瀑布周围。雨果·施泰纳在2002年指出，瀑布“可提供一个相当潮湿的小环境”。:94这样的特殊实例也可能是误解的根源。
另一个关于马来王猪笼草的误解是其偶尔能捕捉到小猴子等大型动物。这样的谬误长期存在，其可能是将啮齿动物与其他动物相混淆。在英文中，猪笼草有猴子杯的别称，但这指的是曾观察到猴子饮用捕虫笼内的雨水。

## 扩展阅读
文字
- 焦点：布鲁克马来王猪笼草
- （德文）食虫植物数据库：马来王猪笼草 （页面存档备份，存于）

图片
- 原生地中马来王猪笼草的照片 （页面存档备份，存于）
- 马来王猪笼草原生地及组织培养照片
- Borneo Exotics中马来王猪笼草的照片
- 食虫植物照片搜寻引擎中马来王猪笼草的照片 （页面存档备份，存于）

种植
- 马来王猪笼草的栽培注意事项
- 进一步的马来王猪笼草栽培注意事项
- 科罗拉多州食虫植物协会：马来王猪笼草 （页面存档备份，存于）
- 猪笼草栽培：马来王猪笼草 （页面存档备份，存于）
- 大型植物栽培

其他
- 国际植物名称索引中马来王猪笼草的信息 （页面存档备份，存于）
- B·H·丹瑟专著中关于马来王猪笼草的内容 （页面存档备份，存于）

维基
 维基共享资源上的相關多媒體資源：马来王猪笼草
 維基物種上的相關：马来王猪笼草
 英語维基文库中与本条目相关的原始文献：1859年约瑟夫·道尔顿·胡克对马来王猪笼草的描述
 英語维基语录上的相关摘錄：马来王猪笼草